# 公害

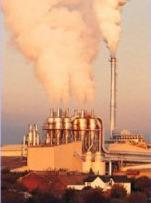
空氣污染

公害，是指在追求自身利益而不顧他人和公共環境的情況下，對社會和個人所造成的破壞或破壞源。
公害成立有三個要件：
一、妨害人民者，如公務人員可能對人民的危害。
二、可經由匿名檢舉而不致使檢舉人身分曝光者。
三、不指定受害人者。

## 典型類型
- 環境污染
  - 空氣污染，包括二手菸
  - 水污染
  - 土壤污染
- 噪音
- 振動
- 惡臭
- 地層下陷
- 毀損公物
- 過度徵稅
- 觀光公害

## 台灣重大公害事件
- 李長榮化工事件
- 臺灣美國無線電公司污染案
- 台塑汞污泥事件
- 阿瑪斯號貨輪油污事件

- 1979年米糠油中毒事件，又稱為多氯聯苯中毒事件，於1968年和1979年發生在日本和台灣，兩者都是因為食用了多氯聯苯（PCBs, Polychlorinated biphenyls）污染的米糠油而中毒。

## 日本重大公害事件
- 足尾鉱毒事件 - 古河鉱業（現古河機械金属）
- 安中公害訴訟 - 東邦亜鉛
- 四大公害病
  - 痛痛病 - 原因企業：三井金屬礦業株式會社（日语：三井金属鉱業）
  - 水俣病 - 原因企業：CHISSO株式会社（日语：チッソ）
  - 第二水俣病（新潟水俣病） - 原因企業：昭和電工株式会社（日语：昭和電工）
  - 四日市哮喘

### 其他
- 1952年 倫敦煙霧事件
- 1957年 江戸川漁業被害
- 1962年 沙利度胺薬害事件
- 1968年 與PCB有關的米糠油中毒事件
- 1970年 SMON（日语：スモン）病薬害事件
- 1988年 尼崎公害訴訟[1]
- 1989年 名古屋南部大気汚染公害訴訟
- 2000年 萩原製作所（藤沢工場）